# Choiroblemma rhinoxunum
Choiroblemma rhinoxunum är en spindelart som beskrevs av Bourne 1980. Choiroblemma rhinoxunum ingår i släktet Choiroblemma och familjen Tetrablemmidae. Inga underarter finns listade i Catalogue of Life.